# 2007년 상하이 국제 영화제
제10회 상하이 국제 영화제는 2007년 6월 16일에 열린 시상식이다.

## 수상 및 후보

### 심사위원대상
- 뉴 맨 - 클라우스 해로 수상

### 진주에상 작품상
- 프레이 나치 플랜 - 프란치스카 멜레츠키 수상

### 진주에상 감독상
- 기성 오청원 - 톈좡좡 수상

### 진주에상 여우주연상
- 프레이 나치 플랜 - 코리나 하르포히 수상

### 진주에상 남우주연상
- 독헤드 - 후안 호세 발레스타 수상

### 진주에상 각본상
- 아비바, 나의 사랑 - 쉐미 자르힌 수상

### 진주에상 촬영상
- 기성 오청원 - 톈좡좡 수상

### 진주에상 음악상
- 무사의 체통 - 토미타 이사오 수상

### 진주에상
- 올가, 빅토리아 올가 - 메르세데스 파르리올스
- 독헤드 - 마누엘 알렉상드르
- 아비바, 나의 사랑 - 쉐미 자르힌
- THE GAMBLERS - Sebastian Bieniek
- 운수요 - 윤력
- 프레이 나치 플랜 - 프란치스카 멜레츠키
- 묘지의 점토 - 로버트 퀸
- 미구엘과 윌리엄 - 이네스 파리스
- 천공의 눈 - 유내해
- 라디오 스타 - 이준익
- 점프 - 조슈아 싱클레어
- 뉴 맨 - 클라우스 해로
- 무사의 체통 - 야마다 요지
- 비잔 - 이누도 잇신
- 기성 오청원 - 톈좡좡
- 상하이 레드 - 오스카 L. 코스토

### 아시아신인상
- 환희 - 시엥 쩌민
- 사이공 이클립스 - 오델로 칸
- 꿈의 날개 위 - 골람 랍바니 비플롭
- The Cold Flame - Shufeng YANG
- The Case - Fen WANG
- 터치 오브 페이트 - 판 치완
- 더 크로스워드 모놀로그스 - 히데아키 카타오카
- 데니아스, 싱잉 온 더 클라우드 - 존 드 랑투
- 호로비츠를 위하여 - 권형진
- VEYIL (Hot Sun Light) - Gurunathan Vasantabalan

### 아시아신인작품상
- 꿈의 날개 위 - 골람 랍바니 비플롭 수상

### 아시아신인감독상
- 환희 - 시엥 쩌민 수상

### 해외인기상
- 이준기 수상
- 샤론 스톤 수상